# Дијецеза Понт
Дијецеза Понт, била је управна област касног Римског царства (у 3. вијеку) и Источног римског царства. Названа је по Црном мору (грч. Εύξεινος Πόντος). Обухватала је провинције сјеверне, централне и сјевероисточне Мале Азијеу, све до границе са Сасанидским царством у Јерменији.
Дијецеза је основана након Диоклецијанових реформи и припадала је Преторијанској префектури Истока (лат. praefectura praetorio Orientis, грч. ἔπαρχότητα/ὑπαρχία τῶν πραιτωρίων τῆς ἀνατολῆς). Административно седиште била је у Амасији, у којој је началствовао викар. Оружаним силама дијецезе командовао је дукс Понта и Јерменије до средине 5. вијека, а потом двојица дукса, све док Јустинијан I није установио новог магистра милитума за Јерменију.
У Источном римском царству (Византији) Понт је био један од 12 административних округа који су замијенили претходну управну реформу цара Диоклецијана. 
Јустинијановим реформама Понтска дијецеза је укинута 535. године, и њен викар је преименован у гувернера Галатије Прве. Пошто реформа није дала задовољавајуће резултате, дијецеза је поново успостављена 548. године и постојала је све до касног 7. вијека, када је новим реформама замијењена новим административним јединицама - темама Арменијакa и Опсикија. На сјевероисточноj обали Црног мора, градови Нитика, Питиј и Диоскурија припадали су дијецези Понт све до 7. вијека. 
Римска управа обухватала је 4 провинције у новоосвојеним областима; реформом византијских царева из 314. године у почетку је имала 6 епархија, а накнадним промјенама број епархија достигао је 11. 

## Административна подјела
| Назив провинције     |
| Провинција Витинија  |
| Провинција Понт      |
| Провиција Кападокија |
| Провинција Галатија  |

| Назив епархије           |
| Епархија Витинија        |
| Епархија Пафлагонија     |
| Епархија Галатија        |
| Епархија Кападокија      |
| Епархија Еленопонт       |
| Епархија Полемонски Понт |

| Назив епархије                       |
| Епархија Βитинија                    |
| Епархија Онориада                    |
| Епархија Пафлагонија                 |
| Епархија Галатија Прва               |
| Епархија Галатија Друга (Салутарија) |
| Епархија Кападокија Прва             |
| Епархија Кападокија Дрига            |
| Епархија Еленопонт                   |
| Епархија Полемонски Понт             |
| Епархија Арменијака (Јерменија) Прва |
| Епархија Арменијака Друга            |
| Епархија Арменијака Трећа            |
| Епархија Арменијака Четврта          |